# Living in Sin
Singles de Bon Jovi
Lay Your Hands on Me
(1989) Keep the Faith
(1992)
Clip vidéo
[vidéo] « Living in Sin », sur YouTube
Living in Sin est une chanson du groupe de rock américain Bon Jovi extraite de leur quatrième album studio, New Jersey, paru le 19 septembre 1988.
Le 7 octobre 1989, un peu plus d'un an après la sortie de l'album, la chanson a été publiée en single. C'était le cinquième et dernier single tiré de cet album.
La chanson a atteint la 9e place aux États-Unis (dans le Hot 100 du magazine américain Billboard).